# David Wheeler
David John Wheeler FRS (Birmingham, 9 de fevereiro de 1927 — Cambridge, 13 de dezembro de 2004) foi um pioneiro da computação britânico.
Nascido em Birmingham, obteve uma bolsa de estudos para matemática no Trinity College (Cambridge), graduando-se em 1948. Foi o primeiro a obter doutorado em ciência da computação, em 1951.

## Publicações
- The Preparation of Programs for an Electronic Digital Computer by Maurice Wilkes, David Wheeler, and Stanley Gill; (original 1951); reprinted with new introduction by Martin Campbell-Kelly; 198 pp.; illus; biblio; bios; index; ISBN 0-262-23118-2